# Marlboro Grand Prix of Miami 1999
Marlboro Grand Prix of Miami 1999 var ett race som var säsongpremiär för CART World Series 1999. Tävlingen kördes den 21 mars på Homestead-Miami Speedway. Greg Moore tog här sin sista seger i CART. Han tog maxpoäng, då han både vann racet, tog pole och ledde flest varv. Michael Andretti och Dario Franchitti var övriga förare på pallen.

## Slutresultat
| Plats | Förare               | Team                    | Grid | Kvaltid |
| ----- | -------------------- | ----------------------- | ---- | ------- |
| 1     | Greg Moore           | Forsythe Racing         | 1    | 24,886  |
| 2     | Michael Andretti     | Newman/Haas Racing      | 5    | 25,108  |
| 3     | Dario Franchitti     | Team KOOL Green         | 7    | 25,202  |
| 4     | Jimmy Vasser         | Chip Ganassi Racing     | 9    | 25,294  |
| 5     | Max Papis            | Team Rahal              | 15   | 25,427  |
| 6     | Gil de Ferran        | Walker Racing           | 25   | -       |
| 7     | Patrick Carpentier   | Forsythe Racing         | 3    | 25,068  |
| 8     | Mark Blundell        | PacWest Racing          | 13   | 25,364  |
| 9     | Christian Fittipaldi | Newman/Haas Racing      | 16   | 25,453  |
| 10    | Juan Pablo Montoya   | Chip Ganassi Racing     | 8    | 25,285  |
| 11    | Maurício Gugelmin    | PacWest Racing          | 10   | 25,296  |
| 12    | Bryan Herta          | Team Rahal              | 11   | 25,296  |
| 13    | P.J. Jones           | Patrick Racing          | 21   | 25,930  |
| 14    | Cristiano da Matta   | Arciero-Wells Racing    | 6    | 25,193  |
| 15    | Alex Barron          | All American Racing     | 23   | 26,194  |
| 16    | Dennis Vitolo        | Payton/Coyne Racing     | 26   | -       |
| 17    | Hélio Castroneves    | Hogan Racing            | 4    | 25,082  |
| 18    | Michel Jourdain Jr.  | Payton/Coyne Racing     | 27   | -       |
| 19    | Robby Gordon         | Team Gordon             | 18   | 25,562  |
| 20    | Adrián Fernández     | Patrick Racing          | 2    | 24,934  |
| 21    | Tony Kanaan          | Forsythe Racing         | 17   | 25,558  |
| 22    | Scott Pruett         | Arciero-Wells Racing    | 22   | 26,187  |
| 23    | Richie Hearn         | Della Penna Motorsports | 19   | 25,724  |
| 24    | Luiz Garcia Jr.      | Payton/Coyne Racing     | 24   | 27,585  |
| 25    | Naoki Hattori        | Walker Racing           | 12   | 25,329  |
| 26    | Al Unser Jr.         | Marlboro Team Penske    | 14   | 25,418  |
| 27    | Raul Boesel          | Team KOOL Green         | 20   | 25,887  |